# NGC 3146
NGC 3146 (również PGC 29663) – galaktyka spiralna z poprzeczką (SBb), znajdująca się w gwiazdozbiorze Hydry. Odkrył ją w 1886 roku Ormond Stone.